# Уильямс, Андре
Андре Уильямс (англ. Andrae Williams; род. 12 июля 1983, Фрипорт) — багамский легкоатлет, специалист по бегу на короткие дистанции. Выступал на профессиональном уровне в 2001—2015 годах, обладатель серебряной медали Олимпийских игр в Пекине, двукратный серебряный призёр чемпионатов мира, чемпион Панамериканских игр.

## Биография
Андре Уильямс родился 12 июля 1983 года во Фрипорте, Багамские Острова.
Занимался лёгкой атлетикой во время учёбы в Техасском технологическом университете, в составе университетской легкоатлетической команды South Plains College Texans успешно выступал на различных студенческих соревнованиях в США, в частности становился призёром чемпионата Национальной ассоциации студенческого спорта (NCAA). Впоследствии представлял клуб Thames Valley Harriers из Лондона.
Впервые заявил о себе на международном уровне в сезоне 2001 года, когда вошёл в состав багамской сборной и выступил на Carifa Games в Бриджтауне, где в зачёте бега на 400 метров стал седьмым.
В 2002 году бежал эстафету 4×400 метров на юниорском мировом первенстве в Кингстоне, в финал не вышел.
В 2003 году в эстафете 4×400 метров стартовал на Панамериканских играх в Санто-Доминго.
Благодаря череде успешных выступлений в 2004 году удостоился права защищать честь страны на летних Олимпийских играх в Афинах — в финале эстафеты 4×400 метров вместе с соотечественниками Натаниэлем Маккинни, Аароном Клиром и Крисом Брауном занял шестое место.
В 2005 году на чемпионате мира в Хельсинки завоевал серебряную награду в эстафете 4×400 метров, уступив в финале только команде США.
В 2007 году в той же дисциплине одержал победу на Панамериканских играх в Рио-де-Жанейро, получил серебро на чемпионате мира в Осаке.
В 2008 году среди прочего стартовал на чемпионате мира в помещении в Валенсии, на чемпионате Центральной Америки и Карибского бассейна в Кали. На Олимпийских играх в Пекине в программе эстафеты 4×400 метров совместно с партнёрами по багамской сборной завоевал серебряную награду, уступив в финале команде США.
В 2011 году в беге на 400 метров финишировал шестым на центральноамериканском и карибском чемпионате в Маягуэсе, бежал эстафету 4×400 метров на чемпионате мира в Тэгу.
Завершил спортивную карьеру по окончании сезона 2015 года.